# Witchcraft Acts

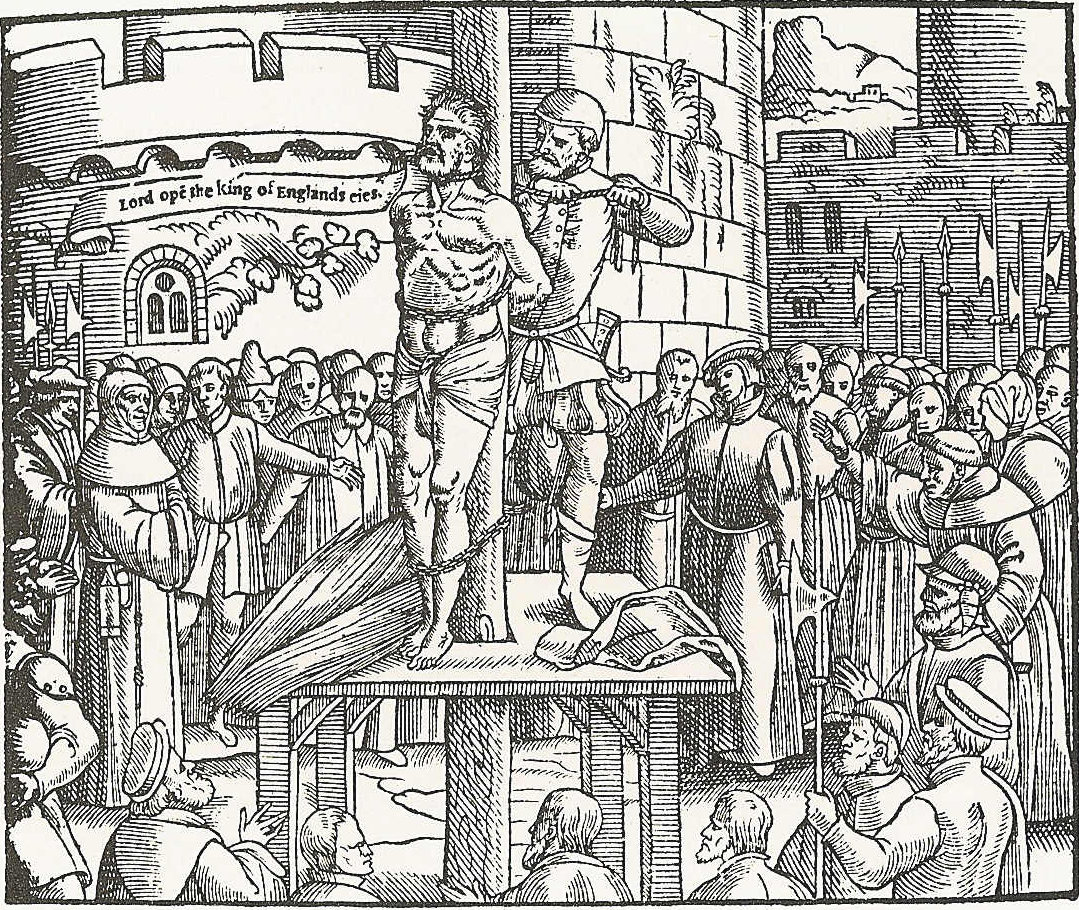
Afbeelding uit The Horizon Book of the Elizabethan World, 1563

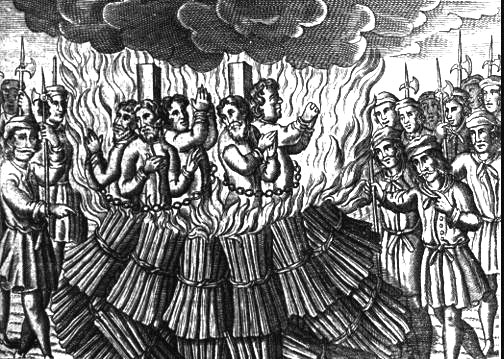
Veroordeeld tot de brandstapel als ketter

In Engeland, Schotland en Ierland zijn sinds 1401 verschillende besluiten over hekserij genomen. Mensen die hekserij bedreven, of vertelden dit te doen, werden gestraft. Deze besluiten of wetgevingen worden ook wel Witchcraft Acts genoemd.

## Middeleeuwen
De eerste wet van het Parlement die specifiek gericht was tegen hekserij, was het besluit De hæretico comburendo op instigatie van aartsbisschop Thomas Arundel in 1401. Hekserij - sortilegium - "tovenarij", of "divinatie" (als een soort van ketterij) werd bestraft met de brandstapel.
Deze wet was echter gericht tegen een kerkelijk misdrijf, wat geen misdrijf was in het gemeen recht. Daders werden berecht voor een kerkelijke rechtbank. De Inquisitie was niet actief in Engeland, maar de procedure is vergelijkbaar. 
De Kerk probeerde met veroordeling tot de brandstapel te voorkomen dat er bloed vloeide tijdens executies.

## Witchcraft Act 1541
Pas in het begin van de zestiende eeuw resulteerden religieuze spanningen in verhoogde straffen voor hekserij in Engeland. De Witchcraft Act van 1541 schreef;
"It shall be Felony to practise, or cause to be practised Conjuration, Witchcraft, Enchantment or Sorcery, to get Money;
or to consume any Person in his Body, Members or Goods;
or to provoke any Person to unlawful Love;
or for the Despight of Christ, or Lucre of Money, to pull down any Cross;
or to declare where Goods stolen be".
Overtreders werden bestraft met de dood. 
Een latere wet van Hendrik VIII schreef de doodstraf voor "een beroep op of het oproepen van een onreine geest" voor. Dit statuut werd ingetrokken door zijn meer liberale zoon Eduard VI. Tijdens de regeerperiode van Eduards opvolger, Maria I van Engeland, werd geen nieuwe wetgeving inzake hekserij verstrekt.

## Witchcraft Act 1562
Engelands meest beruchte Witchcraft Act werd in het begin van de regeerperiode van Elizabeth I geschreven. Deze wet uit 1562 op schreef de doodstraf voor bij profiteren van de clerus en;
"use, practise, or exercise any Witchcraft, Enchantment, Charm, or Sorcery, whereby any person shall happen to be killed or destroyed
Deze wet werd verder uitgebreid door Elizabeths opvolger, Jacobus I van Engeland, die zelf een verhandeling schreef over demonologie en als Jacobus VI van Schotland heeft hij een persoonlijk belang in het proces van enkele beschuldigde heksen in Berwick-upon-Tweed.

## Witchcraft Act 1563
Het parlement van Schotland voerde in 1563 een Witchcraft Act in. 

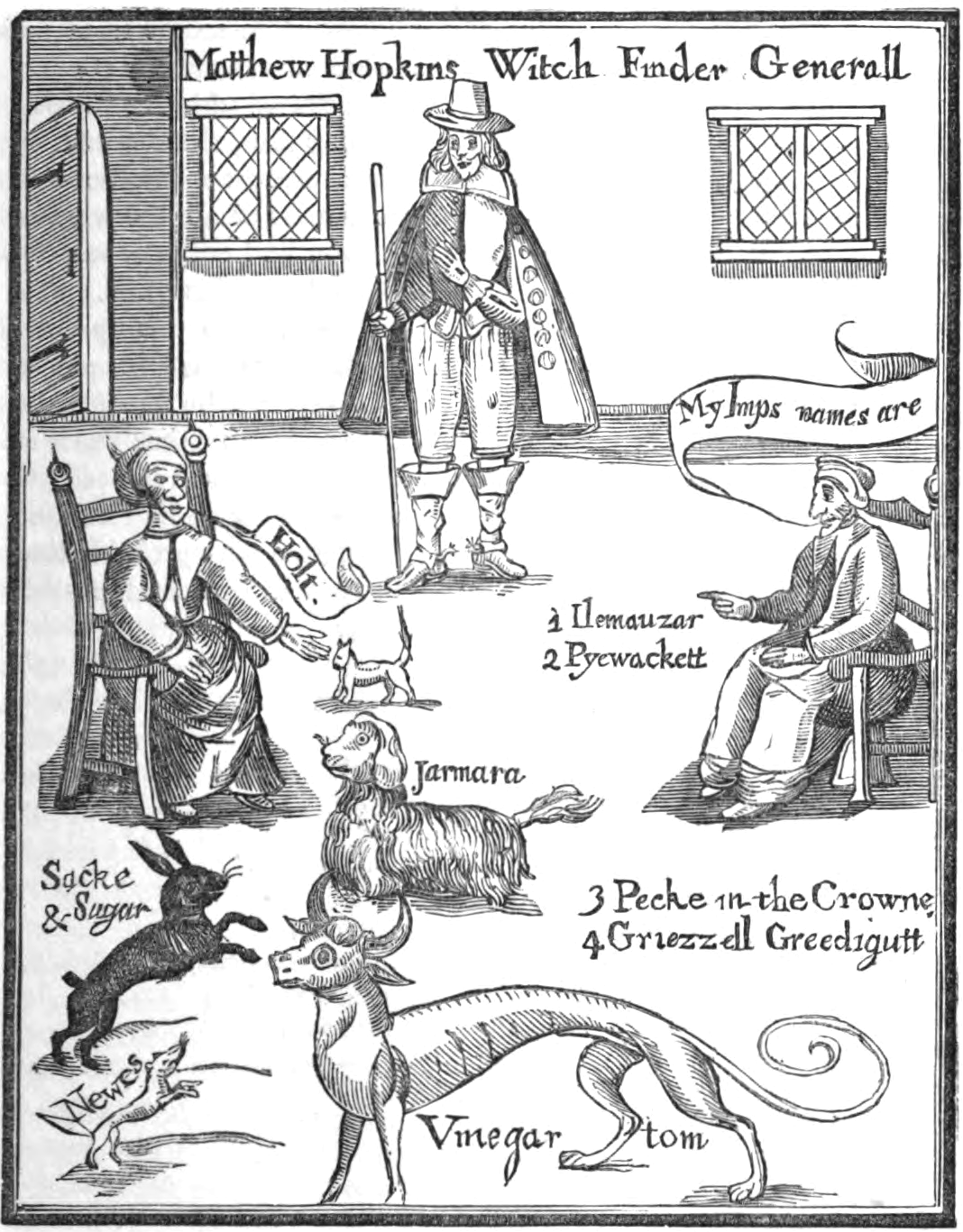
Matthew Hopkins, de beruchte "Witch-Finder-generaal"

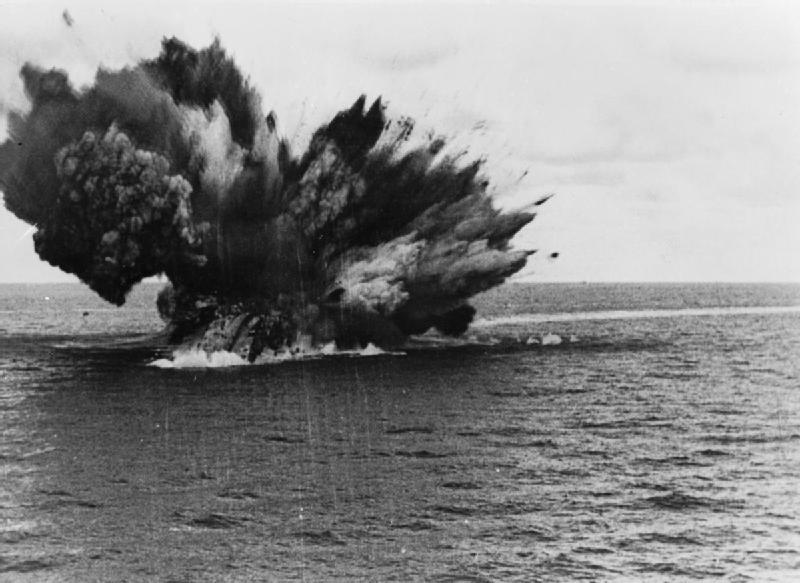
De HMS Barham explodeert, 25 november 1941

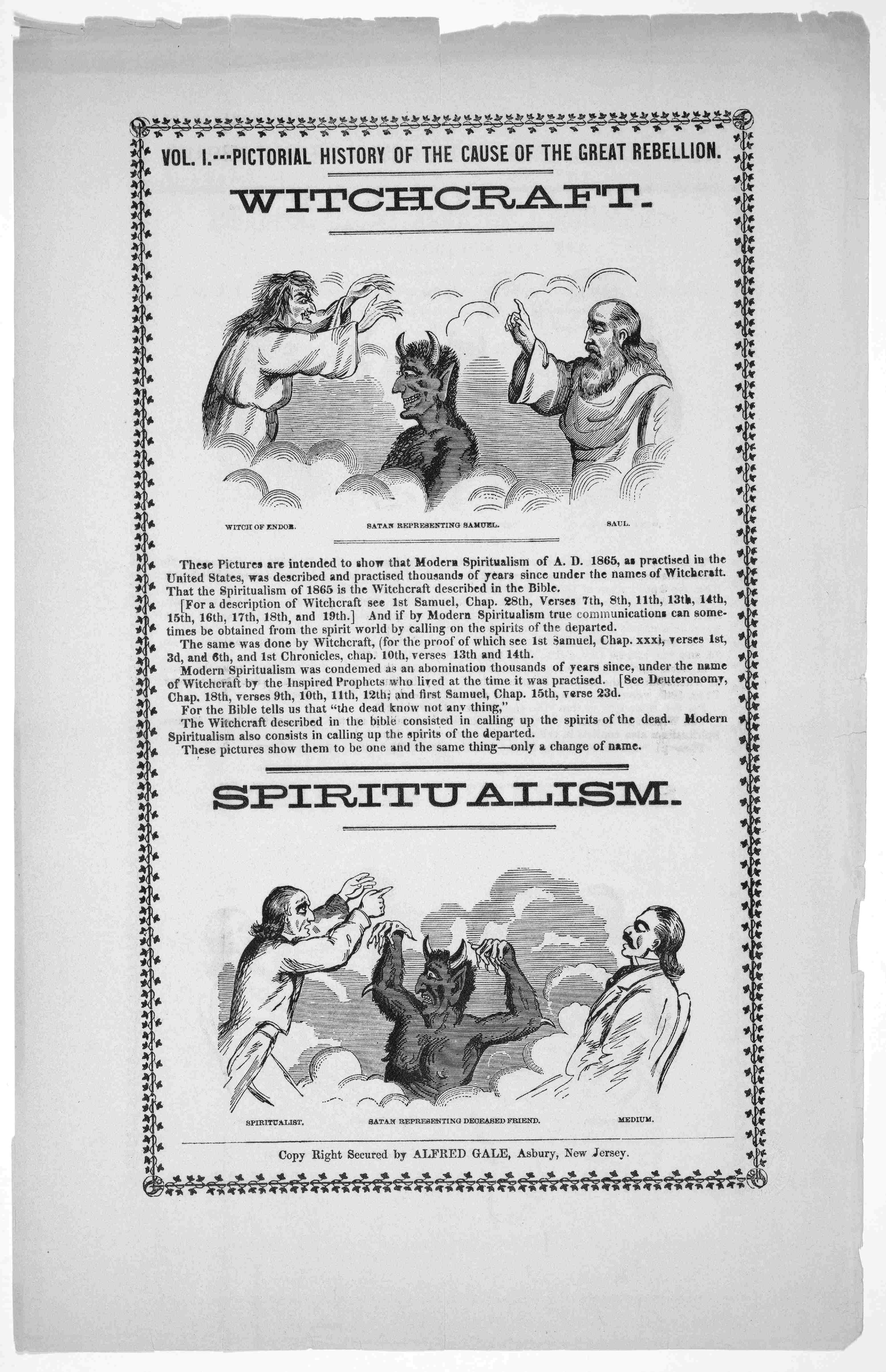
Vergelijking tussen hekserij en spiritualisme

## Witchcraft Act 1603
In 1603, het eerste jaar van James' regeerperiode, werd de Elizabethaanse handeling verbreed om de straffe van de dood zonder profiteren van de clerus aan iedereen die een beroep deed op boze geesten en/of spraken met bekende geesten. Het was dit statuut dat werd afgedwongen door Matthew Hopkins, de beruchte "Witch-Finder-generaal". 
De handelingen van Elizabeth en James veranderde het recht op hekserij in twee belangrijke opzichten. Ten eerste, door hekserij tot misdrijf te maken, vielen de beschuldigde heksen niet langer onder de jurisdictie van de kerkelijke rechtbanken en ze werden overgeleverd aan de rechtbanken van het gemeen recht. 
Dit op voorwaarde dat de verdachte heksen, theoretisch, genoten van de voordelen van de gewone strafrechtelijke procedure. Veroordeling tot de brandstapel werd afgeschaft, behalve in gevallen van hekserij. De meeste veroordeelden werden opgehangen. 
Door hekserij tot een gewone misdaad te maken werden alle normale sancties van kracht, waaronder verbeurdverklaren van de land en goederen aan de Kroon. Dit gaf de lokale ambtenaren een financieel belang bij het veroordelen van heksen, en heeft geleid tot de meest indringende witchhunts in de Engelse geschiedenis. 
Na de zeventiende eeuw namen heksenjachten geleidelijk af onder de invloed van de Age of Reason. 

## Witchcraft Act 1735
Dit statuut werd onder George II geïntroduceerd, het betekende een volledige ommekeer in de houding tegenover hekserij. Niet langer werden mensen opgehangen voor contact met boze geesten. Integendeel, een persoon die de macht had geesten op te roepen, of de toekomst te voorspellen, of spreuken op te zeggen, of de verblijfplaats van gestolen goederen te vinden, werd gestraft als een zwerver en een oplichter. De straffen waren boetes en gevangenisstraf. 
In 1944 werd Helen Duncan gevangengezet in het kader van de Witchcraft Act op grond van het feit dat ze had beweerd geesten op te roepen. Er wordt vaak beweerd dat ze tot gevangenisstraf werd veroordeeld in opdracht van bijgelovig militaire inlichtingendiensten die vreesden dat zij de geheime plannen voor D-Day zou onthullen. Ze kwam onder de aandacht van de autoriteiten na vermeend contact met de geest van een matroos van de HMS Barham, waarvan het zinken verborgen werd gehouden voor het grote publiek. Zij bracht negen maanden door in de gevangenis. 
Hoewel Duncan vaak omschreven wordt als de laatste persoon die veroordeeld werd op grond van de Witchcraft Act, is dit in feite Jane Rebecca Yorke. Zij werd veroordeeld op grond van de Witchcraft Act later in hetzelfde jaar. Het laatste gebruik van de wet was tegen een medium in 1950. 

### Ierland
De wet werd wettelijk van kracht in de republiek Ierland, hoewel deze nooit werd toegepast. De meeste oud Engelse wetten werden ingetrokken in Ierland op 16 mei 1983. 

### Israël
De oud-Britse wetgeving is nog steeds van kracht in Israël, de wetgeving is opgenomen in het juridische systeem van het Britse mandaat over Palestina. Israël werd onafhankelijk voordat de wet werd ingetrokken in Groot-Brittannië (in 1951). In de onafhankelijkheidsverklaring uit 1948 staat geschreven dat de staat binnen enkele maanden een grondwet zal voltooien. Dat is tot op heden niet gebeurd.
Artikel 417 van het Israëlische wetboek van strafrecht uit 1977, met veel wetgeving die overgenomen is uit de Britse en Ottomaanse tijd, noemt twee jaar gevangenisstraf als de straf voor "hekserij", omschreven als "De indruk wekken dat een handeling van hekserij wordt uitgevoerd, met de bedoeling materieel voordeel te ontvangen". De wet sluit de daden van een magiër die verwacht geen winst (behalve entreeprijzen) te ontvangen uit.

## Fraudulent Medium Act 1951
In 1951 werd de wet tegen hekserij ingetrokken met de inwerkingtreding van de Fraudulent Mediums Act 1951, vooral op instigatie van spiritualisten via het agentschap van Thomas Brooks MP. 
Het is alom gesuggereerd dat astrologie onder deze wetgeving viel. Vanaf 1930 publiceerden veel tabloid kranten en tijdschriften astrologische columns, maar er werd nooit tot vervolging overgegaan. 